# Connectivité écologique
La connectivité écologique désigne la connexion fonctionnelle et effective nécessaire au fonctionnement, à la stabilité et à la résilience des écosystèmes à long terme.
C'est une notion relative et théorique ; récente du point de vue de son acception scientifique, et relevant des théories de l'écologie du paysage et de l'insularisation (proche donc de la notion d'intégrité écologique fonctionnelle).
Elle est par exemple utilisée pour l'étude des réseaux écologiques (trames vertes et bleues par exemple en France ; par sous-trame ou pour une espèce ou pour la trame entière).

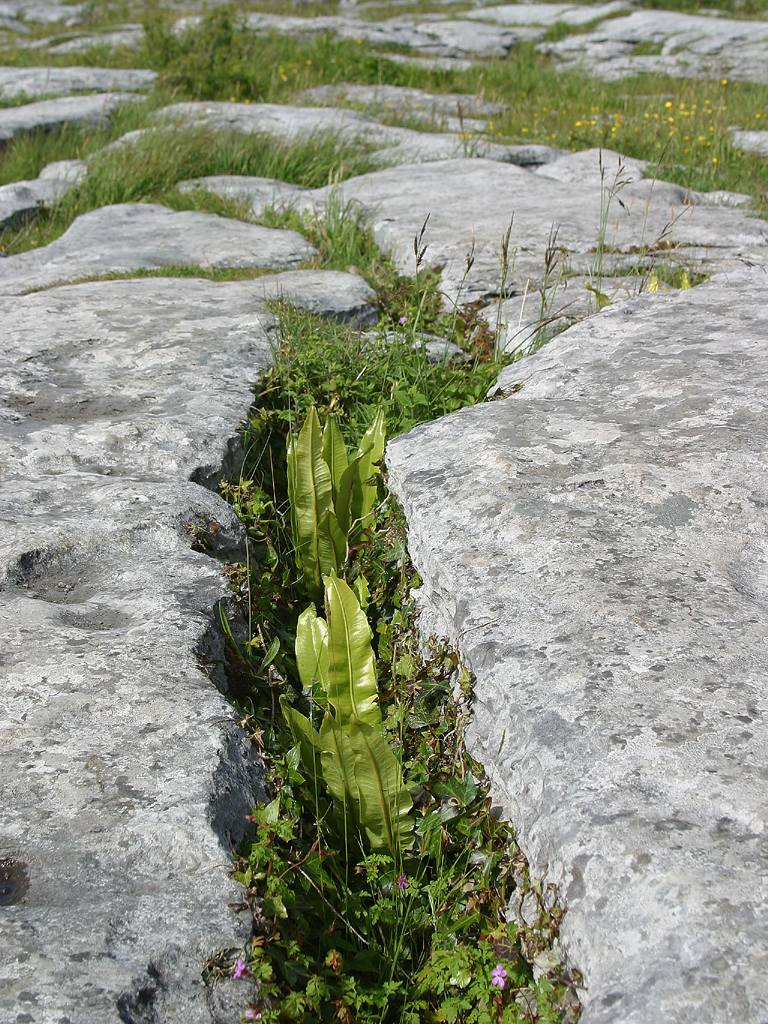
Les théories de la connectivité ou de la percolation peuvent s'appliquer à toutes les échelles du paysage.

La juriste Marie Bonnin note qu'elle est de plus en plus intégrée par le droit et que le respect et la restauration de la connectivité écologique semblent même être devenus un troisième et nouveau temps du droit contemporain de la conservation de la nature (le premier étant celui de la protection d'espèces, et le second celui de la protection d'habitats d'espèces menacées).

## Éléments de définition

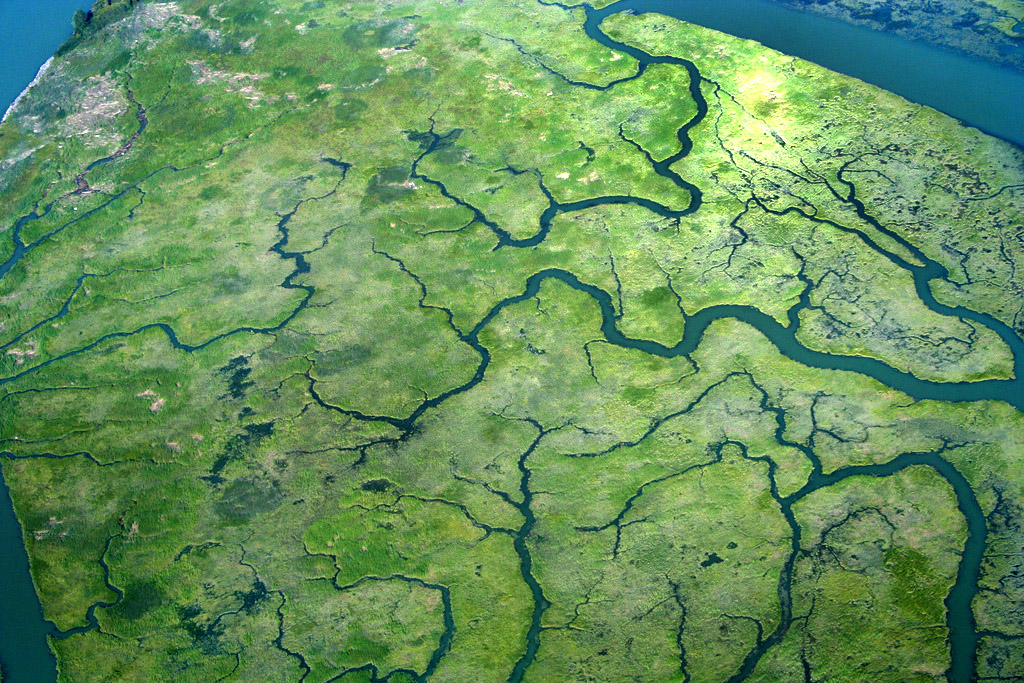
Notion relative : cette zone humide naturelle (située entre Victoria et Vancouver), non fragmentée, offre à l'échelle du mètre carré un bon exemple de connectivité écologique, en dépit de l'apparence de fragmentation par les cours d'eau : les vasières et zones humides constituent encore ici un espace physiquement et écologiquement intègre (d'une seule pièce, matérialisé par la couleur verte sur la photo. Néanmoins, vue de plus haut, cette zone apparaît semi-isolée par deux grands cours d'eau.

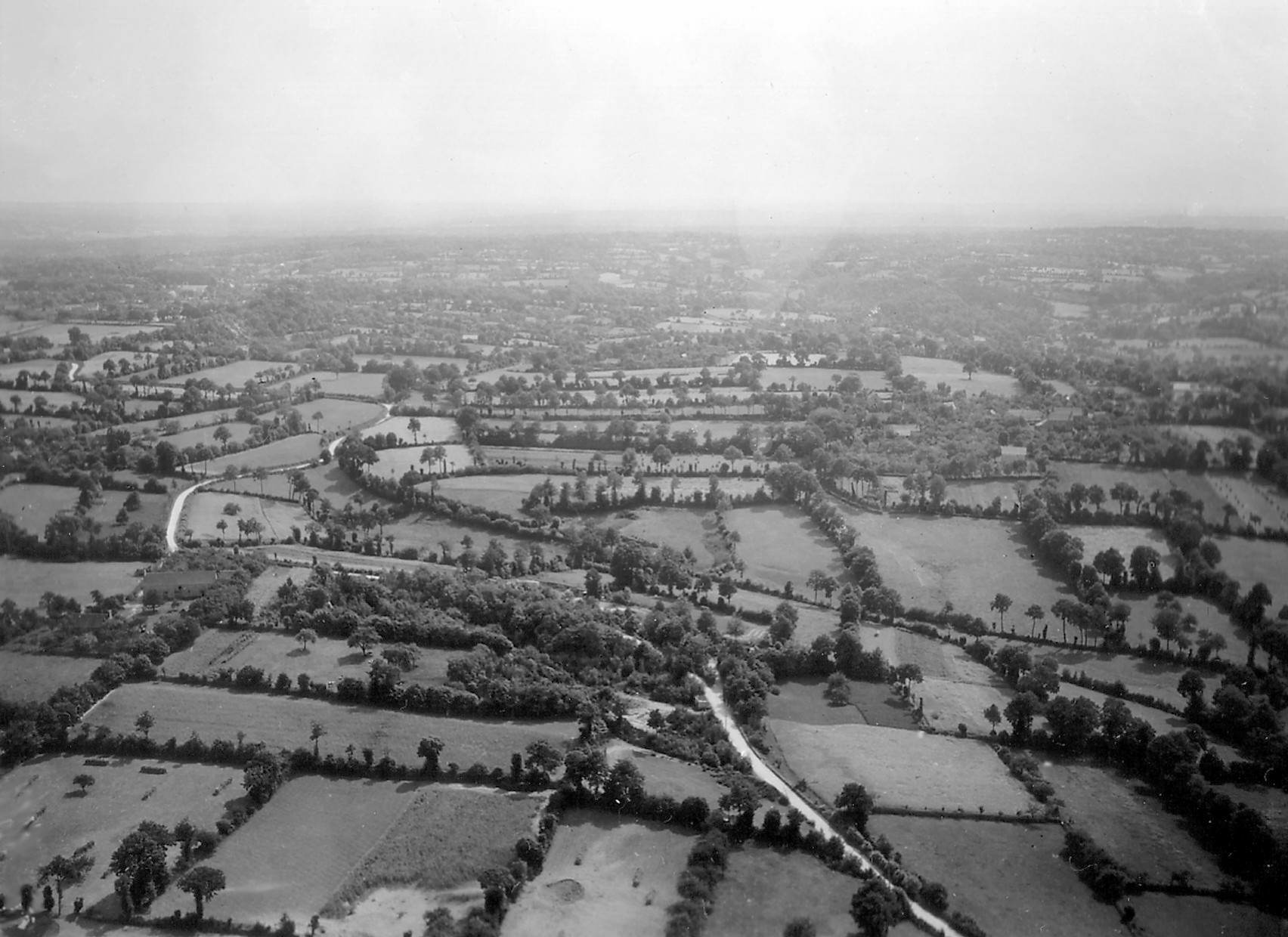
Les bocages français normand ou breton, tels qu'ils existaient encore dans les années 1930-1940 offraient de remarquables milieux de substitutions aux espèces de lisières forestières et des milieux ouverts, tout en maintenant une forte connectivité écologique.

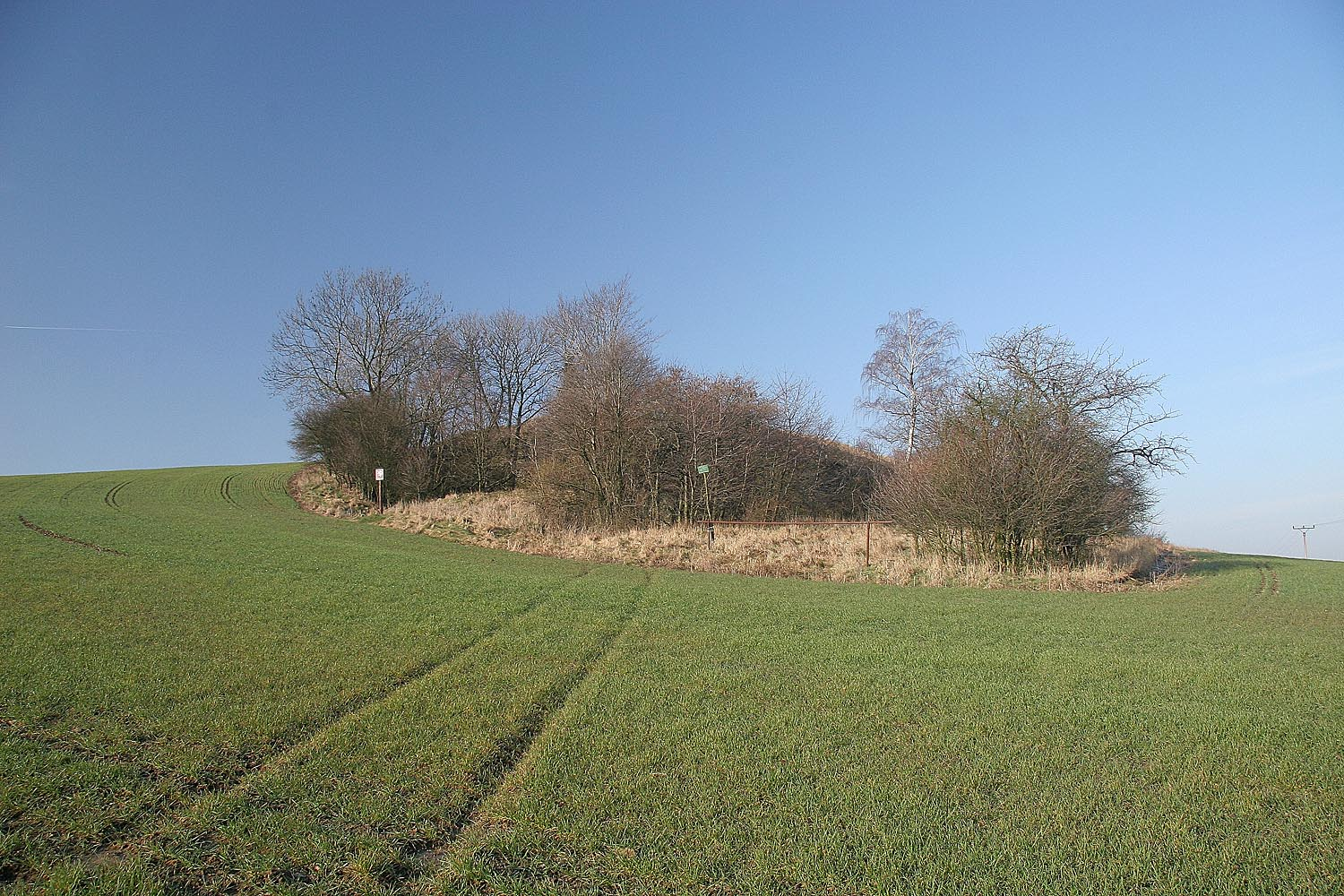
L'agriculture intensive est facteur dinsularisation écologique

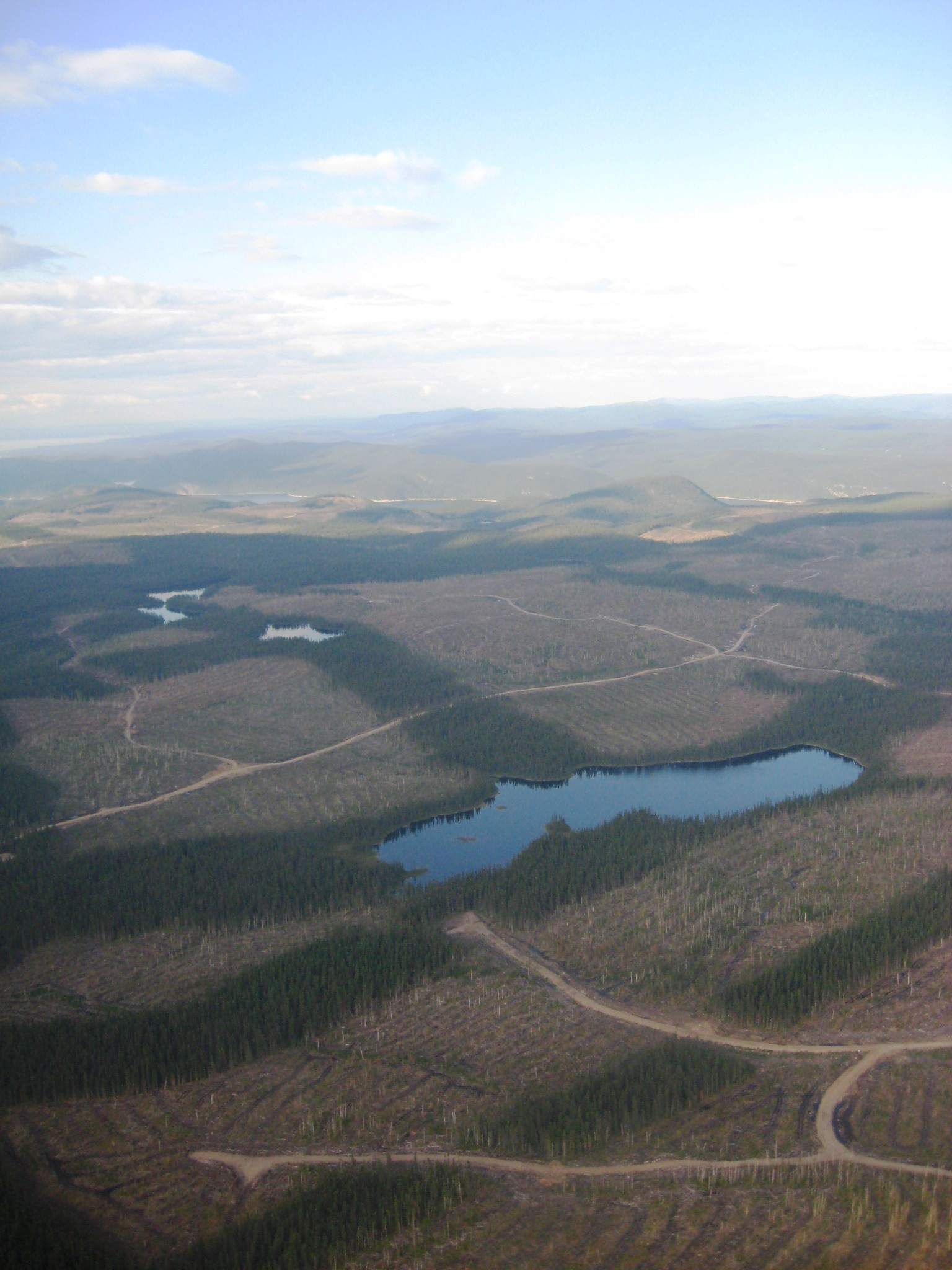
La mécanisation encourage les grandes coupes rases qui sont un facteur d'artificialisation et de fragmentation de l'espace forestier. Ici (sur l'île René-Levasseur au Canada), quelques corridors biologiques ont été provisoirement maintenus, néanmoins pour certains encore fragmentés par des routes

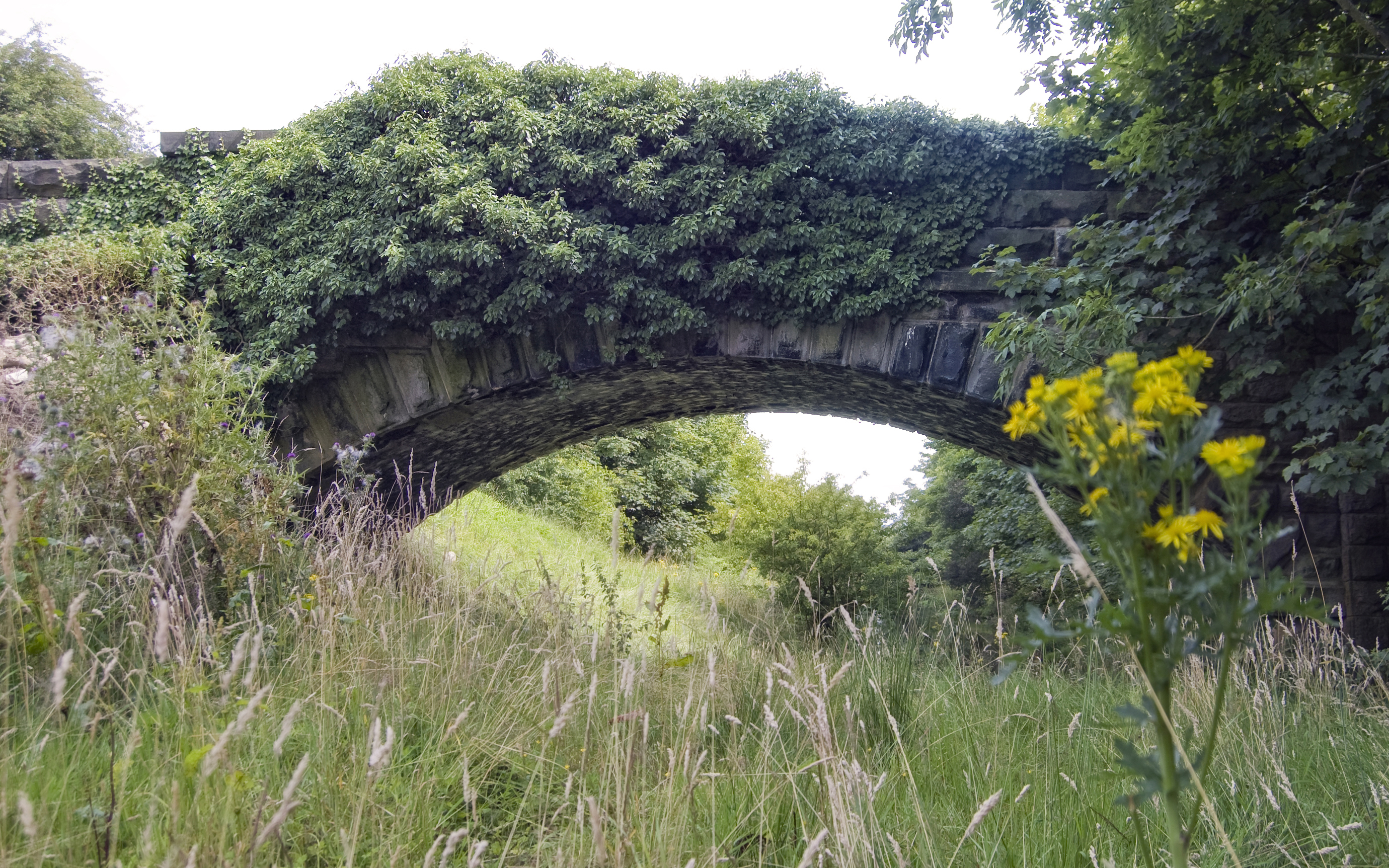
La végétalisation d'un pont (ici de voie ferrée) peut faciliter le passage d'une berge à l'autre de certains micromammifères et d'invertébrés fuyant les milieux découverts et artificiels. Un entretien adapté est alors à prévoir

On distingue deux types de connectivité écologique :
1. une connectivité spatiale (structurelle, physique) : « fait que deux taches de même type soient adjacentes, jointes, dans l’espace » [4] ;
2. une connectivité fonctionnelle qui lie ou relie des éléments éco-paysagers physiquement connectés ou non (habitats naturels ou semi-naturels, zones tampons, corridors biologiques). Elle les relie entre eux, du point de vue d'un individu, d'une espèce, d'une population ou d'une association de ces entités, pour tout ou partie de leur stade de développement, à un moment donné ou pour une période donnée. Quand cette continuité n'est pas physique on parle parfois de « corridors en pas-japonais ». Pour Françoise Burel et Jacques Baudry, pionniers de l'écologie du paysage en France, c'est le « fait qu’un individu (ou les propagules d’une espèce) puisse passer d’une tache à l’autre, même si elles sont éloignées ». Cette dernière est fonction de la composition du paysage, de sa configuration (arrangement spatial des éléments du paysage) et de l’adaptation du comportement des organismes à ces deux variables ».

La connectivité écologique diminue notamment quand la fragmentation écologique augmente.
Cette notion est proche de celle d'« accessibilité écologique » telle qu'utilisée au Canada où on a montré qu'elle était un bon indicateur qualitatif, et par exemple le meilleur prédicteur de la richesse en amphibiens de mares forestières plus ou moins proches d'une autoroute, devant le taux d'enforestation ou la densité du maillage routier qui sont des indicateurs quantitatifs.

## Enjeux
Pour l'écologue, la connectivité écopaysagère est un facteur très important car :
- elle contrôle les taux de migration (ou de dispersion) des espèces dans la mosaïque éco-paysagère ;
- elle est un des facteurs de résilience écologique d'un milieu ;
- sa bonne compréhension est nécessaire à la cartographie des corridors biologiques ;
- elle devrait être cartographiée et protégée ou restaurée à l'occasion des études d'impact d'infrastructures, d'aménagements ruraux et d'urbanisme ;
- c'est souvent un des indices de naturalité d'un paysage.

En milieu rural, pour une agriculture durable, et une sylviculture durable, une connectivité minimale est nécessaire à la survie et au déplacement des auxiliaires de l'agriculture,,,.
Dans le droit de l'environnement et l'aménagement du territoire, ce concept (qui fonde la Trame verte promue par le Grenelle de l'environnement, ou le SDAGE imposé par l'Europe) prend une importance croissante. Marie Bonnin, juriste spécialisée dans le droit de l'environnement, en fait un enjeu nouveau et central pour la nouvelle gouvernance territoriale.

## Notion relative
La connectivité prend un sens différent selon les espèces et populations étudiées, mais aussi selon le « grain » et l'échelle du paysage considérés par l'observateur, et selon le milieu (atmosphère eaux douces ou marines, sols et différents écosystèmes).

Ainsi deux milieux peuvent être connectés pour une espèce et disconnectés pour une autre.
Ex : un grand cours d'eau ou une route sont quasi infranchissables pour certaines espèces (ex : vers de terre), mais aisément franchissables pour des oiseaux.
Un profond cours d'eau est un obstacle pour les espèces terrestres fuyant instinctivement l'eau. Mais certaines n'hibernant pas traverseront néanmoins ce même cours d'eau gelé. L'accès à une presqu'île vraie ou « métaphore écopaysagère »(cf théorie de l'insularisation écologique) est coupé à marée haute, mais la mer n'est plus un obstacle à marée basse (pour une espèce qui ne craindrait pas de circuler « à découvert ».
Pour des espèces suffisamment mobiles (ou capables de disperser leurs propagules), les milieux peuvent être physiquement disjoints, mais fonctionnellement interconnectés par des « structures-gué » ou en « pas-japonais », ou par des corridors biologiques immatériels utilisables par une espèce considérée.
Une barrière éco-paysagère peut être invisible à nos yeux (barrière d'odeur marquant un territoire, barrière de pesticides pour des invertébrés, barrière lumineuse fragmentant l'environnement nocturne, pour une espèce lumiphobe, etc. Un élément de paysage écologiquement déconnecté de jour pour une espèce de type « agoraphobe » (espace ouvert entre deux bois), peut être considéré comme fonctionnellement connecté de nuit pour cette même espèce si elle ne craint pas les milieux ouverts dans le noir. (Pour de nombreux animaux, une grande part des déplacements locaux et les grandes migrations se font de nuit).  La pollution sonore peut agir quant à elle comme un facteur de pression supplémentaire s’exerçant sur la réalisation du cycle de vie des espèces, au même titre que peuvent l’être les infrastructures anthropiques ou la lumière artificielle. Pour les espèces biphasiques, dépendant à la fois des habitats aquatiques et des habitats terrestres pour effectuer leur cycle de vie tels que les amphibiens, l'analyse de la connectivité doit prendre en compte ces deux types de milieux. 
De nouvelles trames ont progressivement été définies pour tenir compte des différentes sources de fragmentation « immatérielle » (pollution lumineuse pour la trame noire, bruit et pollution sonore pour la trame blanche) ou des interactions complexes entre les milieux. C’est notamment le cas des continuités et fonctionnalités des sols pour la trame brune ou celles des milieux aquatiques et terrestres en interaction pour la trame turquoise. On parle également de "trame dépourvue d'odeur anthropique" (ou trame olfactive) qui s'appuie sur un domaine d'étude encore balbutiant en 2024.  

### «Connectivité négative»
Il existe aussi des formes de connectivité artificialisante et posant des problèmes nouveaux pour la biodiversité.
L'exemple le plus flagrant est celui de certains canaux qui ne sont pas de simples artificialisations de cours d'eau existants, mais qui ont été créés de toutes pièces entre deux bassins versants ou deux mers.
Ils sont source d'une connectivité artificielle entre des masses d'eau qui formaient des systèmes écologiques en grande partie distinct depuis des centaines de milliers d'années ou millions d'années.
En mettant artificiellement en communication des bassins versants normalement indépendants sur le plan de la biogéographie et sur celui de l'hydrographie, ces canaux sont sources de transferts massifs d'espèces dont certaines deviennent invasives hors de leur milieu naturel (moule zébrée par exemple) ou qui vont être sources d'introgressions génétiques pouvant prendre la forme de « pollutions génétiques » avec des problèmes d'hybridation (souvent plus ou moins stériles mais modifiant la structuration des écosystèmes et les conditions d'évolution et d'adaptation des espèces). Des phénomènes d'introgressions et de pollution génétique semblent ainsi en cours chez ces poissons, dont en Europe, dans le Rhin par exemple et pourraient être aggravées par de nouvelles infrastructures telles que le canal Seine-Nord.
Ceci vaut pour les mers avec par exemple le canal de Suez qui a uni deux mers ou le canal de Panama qui a physiquement isolé l'Amérique du Nord de l'Amérique du sud et uni l'Atlantique au pacifique. Ces canaux permettent brutalement des transferts massifs de populations, de gènes mais aussi de pathogènes et de parasites qui se produisent habituellement sur des millions d'années ou à l'occasion d'évènements géologiques très exceptionnels.
D'autres exemples existent qui sont des lieux de passages potentiels (via les véhicules ou pour certains animaux terrestres), par exemple de grands ponts (Øresundsbron entre le Danemark et la Suède) ou des tunnels (sous des montagnes ou sous la mer entre la France et l'Angleterre dans le cas du tunnel sous la Manche).

## Mesure de la connectivité
Chacun comprend intuitivement ce qu'est la connectivité, mais sa quantification est délicate quand il s'agit de la mosaïque écopaysagère.

On cherche à l'approcher au travers d'indices de connectivité calculés par des modèles et logiciels qui analysent les « patrons » de « taches » du paysage, souvent à partir d'images satellites, aériennes ou de cartes. Les modes de calculs sont inspirés de théories de l'Écologie du paysage, de la géométrie du « pattern écopaysager » et parfois de la théorie de la percolation. On peut s'intéresser à la connectivité réelle (pour des espèces présentes) ou à une écopotentialité (dans le cadre d'une trame verte ou d'un plan de restauration d'espèces ou d'un groupe d'espèce par exemple). Deux approches se complètent, quantitatives et qualitatives.
La vérification sur le terrain du degré réel de connectivité écologique d'éléments du paysage nécessite des méthodes souvent coûteuses et/ou délicates (radio-pistage, télédétection, détection et/ou photographie automatique, pièges à traces, méthodes de capture-marquage-recapture...). C'est pourquoi on cherche à affiner les modélisations mathématiques et SIG de cette dimension du paysage.
La tendance est à l'utilisation de SIG et de logiciel d'analyse plus ou moins automatiques de l'imagerie aérienne ou satellitale, ou de cartes (routières, d'occupation du sol, des habitats naturels, etc.), qui produisent des résultats qu'on vérifie ensuite sur le terrain.
L'analyse est quantitative mais doit aussi être qualitative. Ainsi on sait par exemple que les canaux et les routes sont des obstacles majeurs aux déplacements pour beaucoup sinon la plupart des animaux terrestres, soit qu'ils la fuient, soit qu'ils subissent un taux de mortalité élevé ou assez significatif pour progressivement mettre une espèce en péril, comme cela a été démontré pour de nombreux amphibiens, des tortues terrestres ou encore le blaireau européen. On pourrait croire que les routes secondaires posent moins de problèmes, mais elles sont pourtant également souvent un obstacle majeur à la circulation de certaines espèces, comme les salamandres, certains amphibiens, presque tous les invertébrés (Mader 1984) (dont des coléoptères parfaitement capables de voler tel Abax ater), certains mammifères, mêmes très agiles et petits (microtus  par exemple, des serpents, parce que ces routes sont souvent situées dans des milieux écologiquement riches, et surtout en raison de la réponse comportementale de ces espèces à la présence artificialisante de la route.
La méthode des graphes paysagers est aujourd’hui largement utilisée pour modéliser les réseaux écologiques et mesurer leur connectivité. Cette approche s'appuie sur la théorie des graphes, discipline mathématique et informatique qui étudie les graphes, lesquels sont des représentations abstraites de réseaux reliant des objets. La modélisation des réseaux écologiques par la théorie des graphes s’est développée grâce notamment à l’outil Graphab. Un réseau écologique est modélisé par un graphe dans lequel les nœuds correspondent à l'habitat de l'espèce considérée, et les liens aux connexions potentielles entre ces habitats en tenant compte de la résistance du paysage aux déplacements. Des chercheurs l'ont utilisée pour analyser la connectivité dans la région PACA sur l'Ecureuil roux. Elles ont permis de déterminer les taches et les corridors qu'il faut préserver en priorité pour maintenir la connectivité globale du réseau d'habitats. Plus récemment en 2023, des chercheurs ont mobilisé cette approche pour identifier la trame turquoise et quantifier sa connectivité en intégrant les interactions fonctionnelles entre habitats aquatiques et habitats terrestres. Cette méthodologie est opérationnelle pour la conservation et la gestion des réseaux écologiques pour les espèces biphasiques (amphibiens par exemple), mais aussi pour certaines espèces de poissons qui pondent leurs œufs dans des milieux humides. 

## Protection juridique
En application de la convention mondiale sur la biodiversité, L'Europe et de nombreux pays intègrent peu à peu la protection ou la restauration et/ou gestion des continuums écologiques dans leur droit.

En Europe :
- En 2002, la 8e conférence des parties de la convention de Ramsar a recommandé d’établir un zonage intégrant l’importance de la connectivité entre les zones noyaux des sites Ramsar.
- Le Comité permanent de la Convention de Berne (sur la protection du patrimoine naturel en Europe ; signée à Berne, en 1979) a à plusieurs reprises, invité les États à mettre en place des réseaux écologiques. Il a (entre autres) adopté en 1991 une Recommandation (no 25) relative à la conservation des espaces naturels à l’extérieur des zones protégées proprement dites, dans laquelle il recommande aux parties contractantes de « favoriser la conservation et, le cas échéant, la restauration des corridors écologiques ».
- En France, certains schémas régionaux d'aménagement durable du territoire (Nord/Pas-de-Calais, Alsace), puis la Stratégie nationale pour la diversité biologique, puis la Trame verte et bleue nationale et les SDAGEs se sont explicitement référés à la notion de continuum écologique. En 2007, la plupart des Contrats d'objectifs et des chartes de PNR révisées contenaient un objectif de remaillage écologique du territoire par des corridors biologiques (Ex : PNR Oise Pays-de France)[24]. 
À la suite de la Loi Grenelle II, un décret (février 2012) [25] prévoit que les documents graphiques du Plan local d'urbanisme (PLU) identifient spécifiquement les espaces et secteurs contribuant aux continuités écologiques nécessaires à la préservation ou à la remise en bon état des continuités écologiques. Ce sur-zonage de fonction (et non d’usage) est réalisé selon l'appréciation des collectivités et de leurs groupements lors de la réalisation (ou modification) de leur PLU.
- En Flandre belge, la loi désigne une Structure verte principale, en Estonie c'est un réseau d’aires compensatoires, et en Lituanie un système d’aires de compensation écologique, alors que le législateur a en Slovaquie et en République tchèque instauré un Système territorial de stabilité écologique.
- Il existe aussi des projets transfrontaliers impliquant les collectivités locales[26] et/ou associant 2 pays ou plus ; avec par exemple le réseau alpin[27] ou avec le projet « Reigiobogen », de ceinture verte tri-nationale associant la France, la Suisse et l'Allemagne

De nombreux pays en développement intègrent peu à peu cette notion dans leur droit ou politique de protection de la nature, dont Madagascar.

## Moyens de conservation
La restauration de corridors biologiques, la création d'écoducs, ou l'utilisation du téléphérique ou de passages en tunnels, ou encore le débardage par câble, par chevaux ou l'utilisation de routes provisoires (structures démontables de type génie militaire) permettent de réduire la fragmentation écopaysagère due aux routes, canaux et voies ferrées. L'usage du dirigeable est aussi périodiquement évoqué, par exemple pour l'installation d'éoliennes, ou le débardage afin de pouvoir se passer de construire des routes surdimensionnées pour les camions et engins de levage qui ne serviront que peu.
Depuis les années 2000, certaines lois (loi Voynet en France) commencent à intégrer la notion de réseau écologique, et donc d'intégrité écologique, qui doivent alors faire l'objet de mesures conservatoires et compensatoires lors de grands travaux. Une directive européenne impose aussi d'étudier les impacts des plans et grands travaux, y compris, théoriquement, sur la connectivité écologique.